# Apocheiridium indicum
Apocheiridium indicum es una especie de arácnido del orden Pseudoscorpionida de la familia Cheiridiidae.

## Distribución geográfica
Se encuentra en la India.